# Tratados Torrijos-Carter

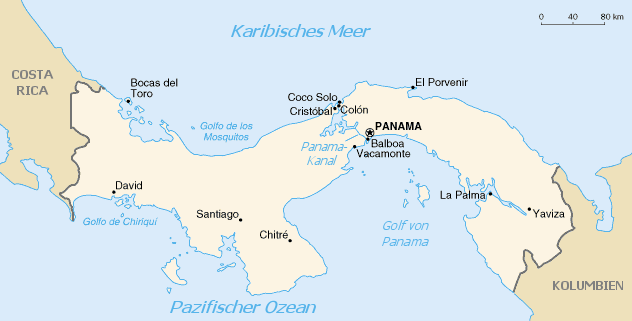
Localização do canal do Panamá

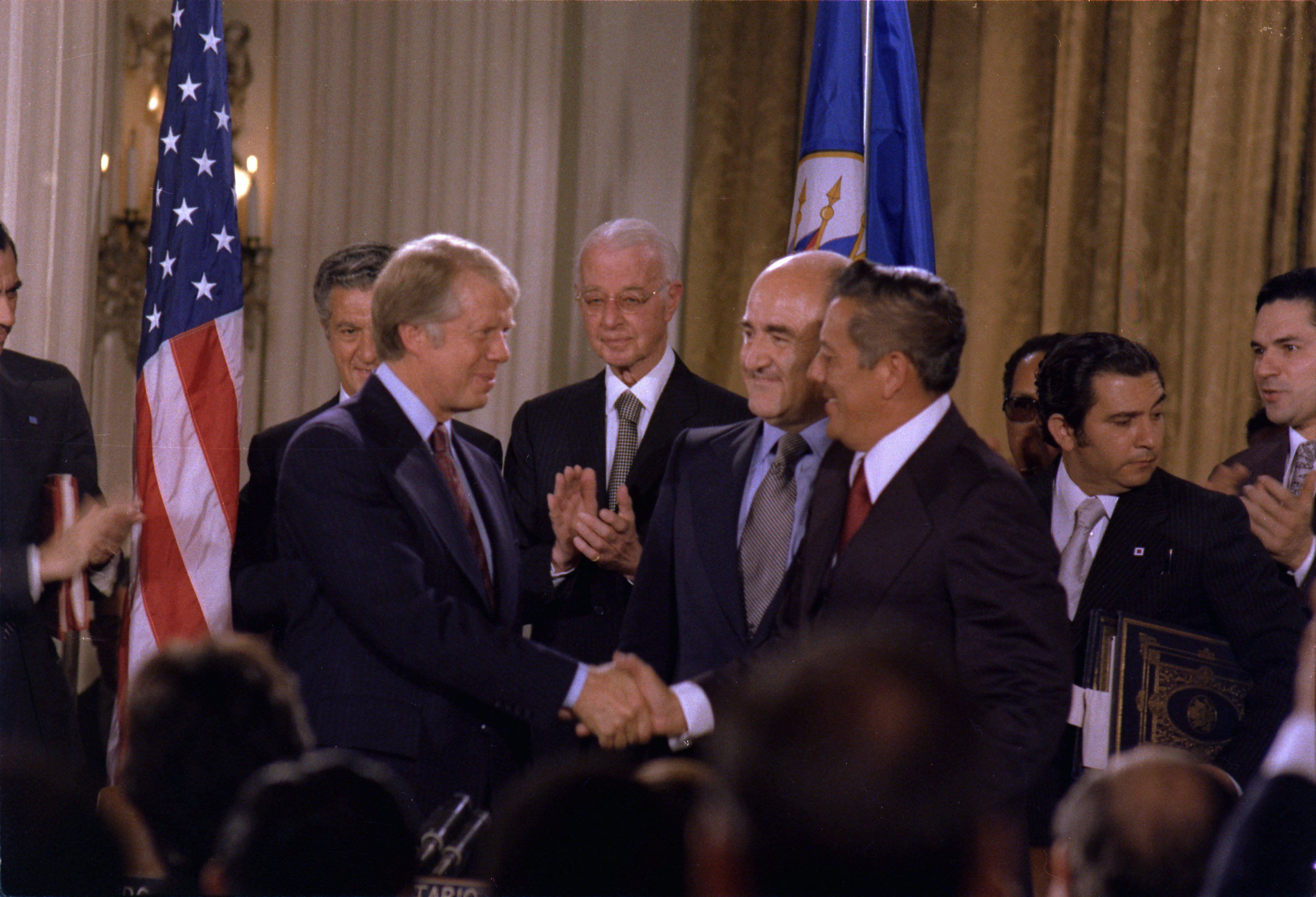
Jimmy Carter e Omar Torrijos apertam as mãos momentos depois da assinatura dos Tratados Torrijos-Carter

Os Tratados Torrijos-Carter (às vezes referidos no singular como o Tratado Torrijos-Carter) são dois tratados assinados entre os Estados Unidos e o Panamá em Washington, D.C. em 7 de setembro de 1977, anulando o Tratado Hay-Bunau-Varilla assinado em 1903. 

## Os tratados
Esses dois tratados garantiam ao Panamá o controle do canal do Panamá - até então sob controle dos Estados Unidos - a partir de 1999. Os tratados são assim chamados em homenagem aos dois signatários, o presidente estado-unidense Jimmy Carter e o líder panamenho Omar Torrijos. Torrijos não fora eleito democraticamente, tendo tomado o poder através de um golpe de estado em 1968, mas considera-se, em geral, que teve um grande apoio no Panamá para a assinatura desses tratados. 
O primeiro tratado é chamado oficialmente de The Treaty Concerning the Permanent Neutrality and Operation of the Panama Canal (Tratado referente à Neutralidade Permanente e à Operação do Canal do Panamá), normalmente referido como the Neutrality Treaty (O tratado de Neutralidade). Nesse tratado, os EUA mantêm o direito permanente de defender o canal de qualquer ameaça que possa interferir com seu serviço neutro continental a navios de todos os países. 
O segundo tratado é chamado de The Panama Canal Treaty (O tratado do Canal do Panamá). É este tratado que garantia que, depois do ano 2000, o Panamá assumiria o controle total das operações do canal e tornar-se-ia o primeiro responsável por sua defesa.

## Ratificação
Ambos os tratados foram subsequentemente ratificados no Panamá por uma maioria de dois terços em um plebiscito ocorrido em 23 de outubro de 1977. A fim de permitir o debate popular dos tratados e em resposta às alegações dos seus adversários nos EUA de que o Panamá era incapaz de ratificar democraticamente os tratados, restrições à imprensa e a partidos políticos foram anuladas várias semanas antes do voto. No dia de votação, 96% dos eleitores panamenhos foram às urnas, o maior índice de participação no Panamá até então. O tratado de Neutralidade era o que mais preocupava os eleitores, particularmente à esquerda, e foi uma das razões pelas quais os tratados não encontraram um apoio popular ainda maior. 
Nos Estados Unidos, o Senado ratificou o primeiro tratado em 16 de março de 1978 e o segundo em 18 de abril. 
Os tratados foram objeto de algumas controvérsias nos Estados Unidos, particularmente na ala conservadora, que os encarava como um abandono de soberania sobre um bem dos Estados Unidos ao que ela caracterizava como "governo hostil". No ano precedendo a transferência final de controle do Canal, houve uma tentativa, no Congresso dos EUA, principalmente a Resolução Comum 77 (House Joint Resolution 77) apresentada por Helen Chenoweth-Hage, de declarar os tratados Carter-Torrijos caducos e nulos. Apesar do fato de a retirada dos EUA ser agora completa, ainda há organizações (principalmente na extrema-direita do espectro político estadunidense, como a John Birch Society) que urgem os Estados Unidos a declarar os acordos nulos e caducos. O apoio ao HJR 77 fez parte da plataforma de campanha de 2000 do Partido Republicano do Texas, mas não apareceu mais na plataforma 2004.

### Possível sabotagem
De acordo com The New York Times, no dia seguinte à ratificação do tratado pelo Senado, Torrijos declarou que seu regime tinha planos de sabotar o Canal se as ratificações tivessem falhado. Em agosto de 1990, o Chicago Tribune anunciou que documentos capturados pelos militares dos EUA revelavam que Torrijos havia pedido a Manuel Noriega que preparasse tais planos. As notas manuscritas de Noriega sobre o plano haviam sido encontradas durante a Invasão do Panamá de 1989. 
Esses anúncios foram confirmados pelo livro de Noriega, America's Prisoner, publicado em 1997. O nome de código do plano era "Huele a Quemado" ("Cheira a queimado"). Segundo Noriega, especialistas militares panamenhos haviam infiltrado o cordão de segurança estadunidense na zona do Canal e lá vivido por dois meses, passando-se por camponeses e pescadores. Eles estariam preparados para tomar de assalto o Canal e a rodovia Panamá-Colón com explosivos e lança-foguetes ao sinal de Torrijos, a ser difundido sob forma de mensagem codificada num programa de rádio popular. 
No livro, Noriega também repete a acusação feita pelos críticos da política estrangeira dos EUA de que a invasão do Panamá de 1989 havia sido lançada a fim de não respeitar os tratados.

## Perspectiva histórica

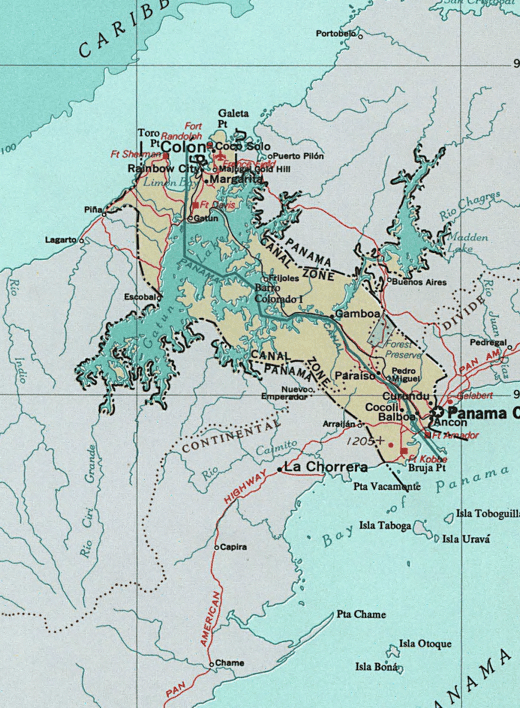
Mapa da Zona do Canal do Panamá

O tratado do Canal do Panamá definiu um plano para a transferência do canal, levando a um total controle de todas as terras e edifícios na área do Canal pelo Panamá. A consequência mais imediata desse tratado foi que a Zona do canal do Panamá, como entidade, deixou de existir em 1 de outubro de 1979. A fase final do tratado foi completada em 31 de dezembro de 1999. Nessa data, Os Estados Unidos transferiram o controle do Canal do Panamá e de todas as áreas do que fora até então a Zona do canal do Panamá ao Panamá.
Como resultado dos tratados, em 2000 cerca de 1 500 km² (ou 370 000 acres), incluindo algo em torno de 7 mil prédios, como estabelecimentos militares, depósitos, armazéns, escolas e residências privadas foram transferidos ao Panamá. Em 1993, o governo panamenho criou uma agência, a Autoridad de la Región Interoceánica, também chamada de "ARI", para administrar e manter as propriedades cedidas. 
A base desses tratados foi fundada em 1974, com uma declaração de oito pontos assinada na cidade do Panamá pelo Secretário de Estado estadunidense Henry Kissinger e o Ministro das Relações Exteriores panamenho Juan Antonio Tack. No entanto, os esforços panamenhos para renegociar o tratado Hay-Bunau-Varilla original mantiveram-se praticamente desde a sua assinatura em novembro de 1903, poucas semanas depois que o Panamá conseguiu sua independência da Colômbia. Entretanto, a ação para renegociar ou anular o tratado cresceu consideravelmente depois que os acontecimentos de 1964 ocasionaram uma completa ruptura de relações entre os EUA e o Panamá. De fato, em 9 de janeiro daquele ano, multidões hostis de panamenhos tentaram entrar na zona do Canal, em protesto contra o que os panamenhos consideravam como um ataque da Polícia da zona do Canal contra estudantes panamenhos que haviam participado de manifestações patrióticas na zona. Seguiram-se disputas extensas, durante as quais 20 panamenhos foram mortos e cerca de 500 ficaram feridos. A maior parte das vítimas foram mortas por tiros de tropas estadunidenses, que foram chamadas para proteger a Zona do Canal, incluindo residências privadas de empregados, na maioria estadunidenses, da Zona do Canal. No entanto, os militares estadunidenses mostraram mais tarde provas de que alguns dos tiros haviam sido disparados de prédios localizados na zona panamenha, fora da jurisdição dos Estados Unidos, e que esses tiros também poderiam ter causado parte das vítimas.
No dia seguinte, 1 de janeiro, o Panamá rompeu relações diplomáticas com os Estados Unidos e, em 15 de janeiro, o Presidente do Panamá, Roberto Chiari, declarou que o Panamá não restabeleceria relações diplomáticas com os Estados Unidos, até que os Estados Unidos aceitassem começar as negociações sobre um novo tratado. Os primeiros passos nessa direção foram feitos pouco tempo depois, em 3 de abril de 1964, quando os dois países concordaram em restabelecer as relações diplomáticas imediatamente e os Estados Unidos concordaram em adotar procedimentos para a "eliminação das causas de conflito entre os dois países". Poucas semanas depois, Robert B. Anderson, o representante especial do Presidente Lyndon B. Johnson, voou para o Panamá para discutir as bases das negociações futuras.
As negociações para os tratados começaram em 15 de fevereiro de 1977 e foram finalizadas em 10 de agosto daquele ano. No lado dos EUA, os negociadores foram Ellsworth Bunker e Sol Linowitz; o lado panamenho das negociações foi liderado por Rómulo Escobar Betancourt. Poucos dias antes que o acordo final tivesse sido alcançado, o Presidente Jimmy Carter enviou um telegrama a todos os membros do Congresso informando-os do andamento das negociações e pedindo-lhes para expor uma opinião sobre os tratados somente após que tivessem tido a oportunidade de estudá-los cuidadosamente. O Senador Strom Thurmond respondeu ao pedido do Presidente Carter proferindo, durante um discurso no mesmo dia, que "O Canal é nosso, nós o compramos e o pagamos, e devemos mantê-lo".

### Jornais
- New York Times, April 4, 1964. U. S. and Panama Sign Agreement to Restore Ties, Tad Szulc.
- New York Times, April 20, 1964. Andersen Goes to Panama as President's Special Envoy.
- New York Times, February 8, 1974. U.S. Agrees to Yield Sovereignty of Canal to Panama, David Binder.
- New York Times, August 9, 1977, Canal Negotiators Said to Seek Accord by Tomorrow, Graham Hovey.
- New York Times, August 11, 1977, U. S. and Panama Reach Accord to Transfer Canal by year 2000, Graham Hovey.
- New York Times, April 20, 1978, U. S. Was Prepared to Defend the Canal.